# NP-완전

NP-완전(NP-complete, NP-C, NPC)은 NP 집합에 속하는 결정 문제 중에서 가장 어려운 문제의 부분집합으로, 모든 NP 문제를 다항 시간 내에 NP-완전 문제로 환산할 수 있다. NP-완전 문제 중 하나라도 P에 속한다는 것을 증명한다면 모든 NP 문제가 P에 속하기 때문에, P-NP 문제가 P=NP의 형태로 풀리게 된다. 반대로 NP-완전 문제 중의 하나가 P에 속하지 않는다는 것이 증명된다면 P=NP에 대한 반례가 되어 P-NP 문제는 P≠NP의 형태로 풀리게 된다.

## 정의
NP-완전은 다음의 조건을 만족하는 결정 문제 C의 집합이다:
1. C가 NP에 속한다.
2. NP에 속하는 모든 문제를 다항 시간 안에 C로 변환할 수 있다. 즉, 다항 시간 환산을 할 수 있다.

여기에서 두 번째 조건은 NP-난해의 정의이고, 즉 NP-완전은 NP-난해 중 NP인 문제들의 집합이다. 또한 위 정의에서 알 수 있듯이, NP-완전인 C를 다항시간 안에 풀 수 있다면 모든 NP-완전 문제를 다항시간 안에 풀 수 있다.

## 역사
NP-완전이라는 개념은 1971년에 스티븐 쿡이 제시했지만, 그가 용어를 처음 만든 것은 아니다.
쿡은 충족 가능성 문제(SAT)가 위 정의의 두 가지 조건을 모두 만족한다는 것을 증명했다(쿡-레빈 정리). 1972년에 리처드 카프는 21가지의 다른 문제들도 마찬가지로 위 두 가지 조건을 만족한다는 것을 증명했다. 쿡이 최초의 NP-완전 문제를 발견한 이후로, 많은 사람들이 NP-완전 문제라고 이미 알려진 문제로부터 환산하는 방법으로 수많은 문제들 역시 NP-완전임을 증명했다. 게리와 존슨이 1979년에 Computers and Intractability: A Guide to NP-Completeness를 통해 여러 NP-완전 문제들을 소개하였다.

## 근사 알고리즘
현재 NP-완전 문제를 다항 시간 안에 푸는 알고리즘은 발견되지 않았고, 또한 그러한 알고리즘이 존재할 것인지도 알려지지 않았다. 대신, 특정한 NP-완전 문제에 대한 근사 알고리즘이 알려져 있다.

## NP-완전 문제의 예
- 해밀턴 경로 문제
- 충족 가능성 문제(SAT)
- 외판원 문제
- 그래프 색칠 문제
- 시간표 짜기

## 같이 보기
- P-NP 문제